# 賽普勒斯政治
賽普勒斯共和國是一個總統制共和國，賽普勒斯總統既是賽普勒斯的國家元首，也是賽普勒斯的政府首腦。行政權由賽普勒斯政府行使，立法權由賽普勒斯國會所有。司法機構獨立於行政機構和立法機構。賽普勒斯共和國仍然面臨南北分裂的問題。北部的土耳其人地區在1974年宣布獨立成立北賽普勒斯土耳其共和國，和南側的以希臘人為主的政府對立。目前賽普勒斯實質分為三個實體部分，南賽普勒斯、 北賽普勒斯和英屬基地區。